# 藍平鮋
藍平鮋為輻鰭魚綱鮋形目鮋亞目平鮋科的其中一種，為亞熱帶海水魚，分布於東太平洋加拿大卑詩省溫哥華島至墨西哥下加利福尼亞海域，棲息深度0-550公尺，體長可達61公分，棲息在岩礁區、海藻生長的底層水域，成群活動，卵胎生，幼魚具漂浮性，以甲殼類、被囊類等為食，生活習性不明，可做為遊釣魚及觀賞魚。

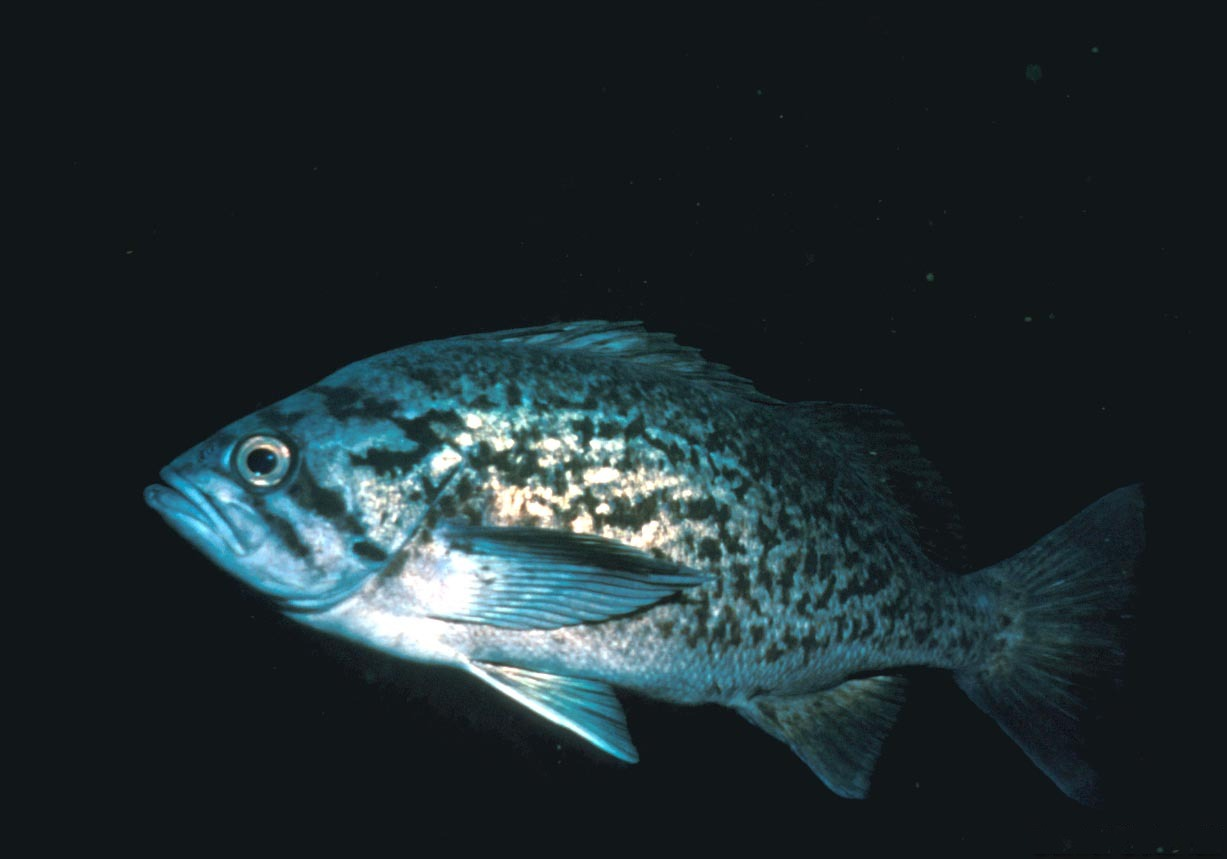
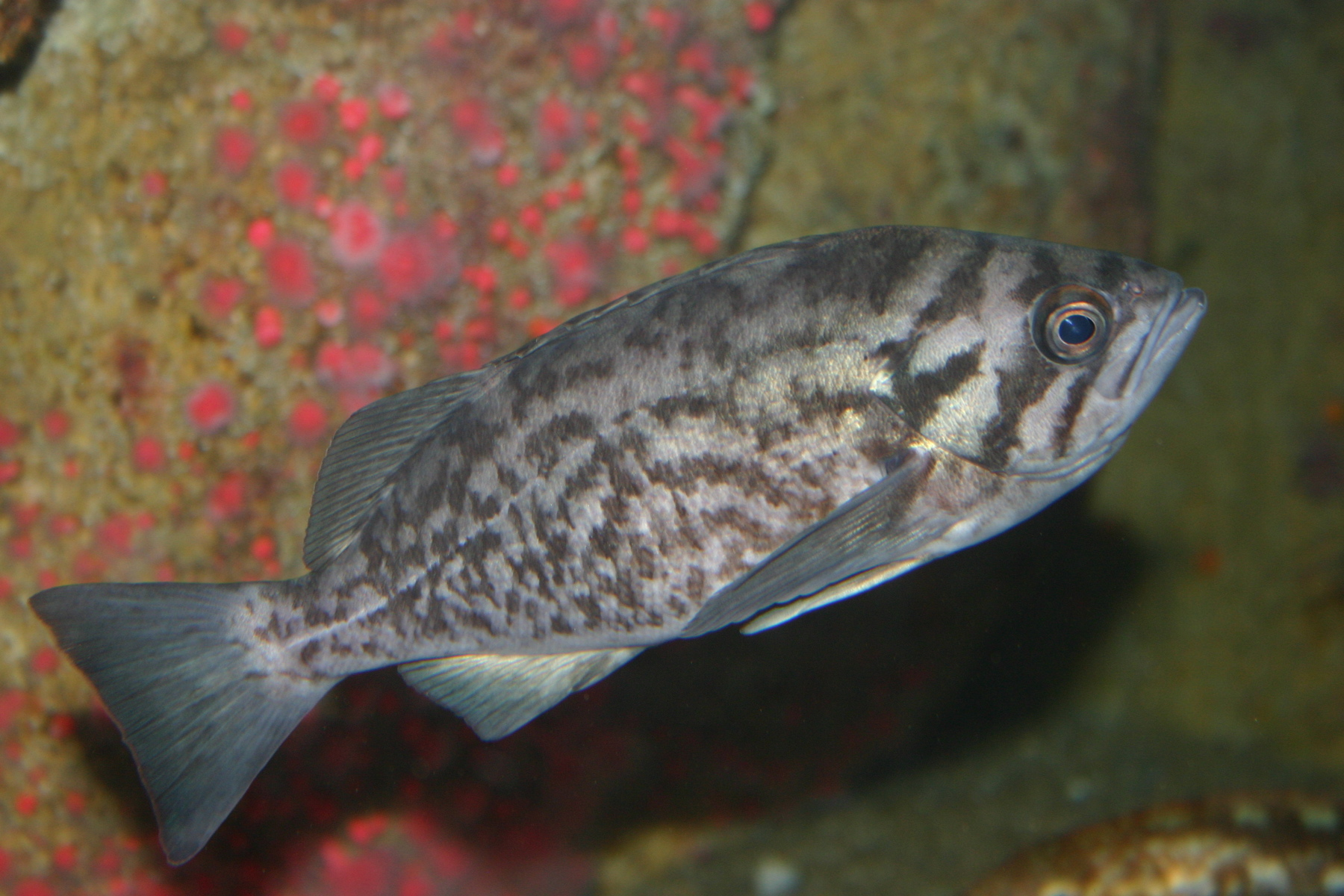

## 文献
- Froese, R. & Pauly, D. (eds.) (2014). Sebastes mystinus. FishBase. Version 2014-06.